# Deadly Virtues: Love.Honour.Obey.
Pour plus de détails, voir Fiche technique et Distribution.
Deadly Virtues: Love.Honour.Obey. est un thriller britannico-néerlandais sorti en 2014, réalisé par Ate de Jong.

## Synopsis
En s'introduisant clandestinement dans leur maison tandis qu'ils sont en pleine copulation, Aaron bouleverse définitivement les relations entre Tom et Alison. Des deux hommes, le plus violent et misogyne n'est en effet pas celui que l'on croit.

## Fiche technique
- Réalisation : Ate de Jong
- Scénario : Mark Rogers
- Direction artistique : Lucy Attwood
- Costumes : Bryony Lemon
- Photographie : Zoran Veljkovic SAS
- Montage : Jason Rayment
- Conception sonore : Martijn Snoeren
- Musique : Fons Merkies
- Production : Elliot Grove, Ate de Jong, Suzanne Ballantyne, Elisar Cabrera
- Sociétés de production : Mulholland Pictures BV, Raw Talent Film Productions Ltd
- Pays d'origine : Pays-Bas, Royaume-Uni
- Langue originale : anglais
- Format : couleurs
- Genre : thriller
- Durée : 87 minutes
- Date de sortie : 11 avril 2014

## Distribution
- Edward Akrout : Aaron
- Megan Maczko : Alison
- Matt Barber : Tom